# Provinciale Statenverkiezingen 1919
De Provinciale Statenverkiezingen 1919 waren Nederlandse verkiezingen die in maart en april 1919 werden gehouden voor de leden van Provinciale Staten in elf provincies. In Limburg werden de verkiezingen gehouden op 31 maart, in Groningen op 2 april, in Friesland, Overijssel, Noord-Holland en Noord-Brabant op 3 april, in Drenthe op 4 april, in Zuid-Holland en Zeeland op 9 april en in Gelderland en Utrecht op 10 april.
Deze verkiezingen waren, na een wijziging van de Grondwet en de Kieswet, de eerste verkiezingen voor Provinciale Staten waarbij alle leden van de Staten tegelijk gekozen werden voor een periode van vier jaar. Voordien werd om de drie jaar een derde deel van de Staten vernieuwd, waarbij de zittingsperiode van een lid negen jaar was. Tevens werd bij deze verkiezingen het districtenstelsel vervangen door het stelsel van evenredige vertegenwoordiging.

## Aanloop

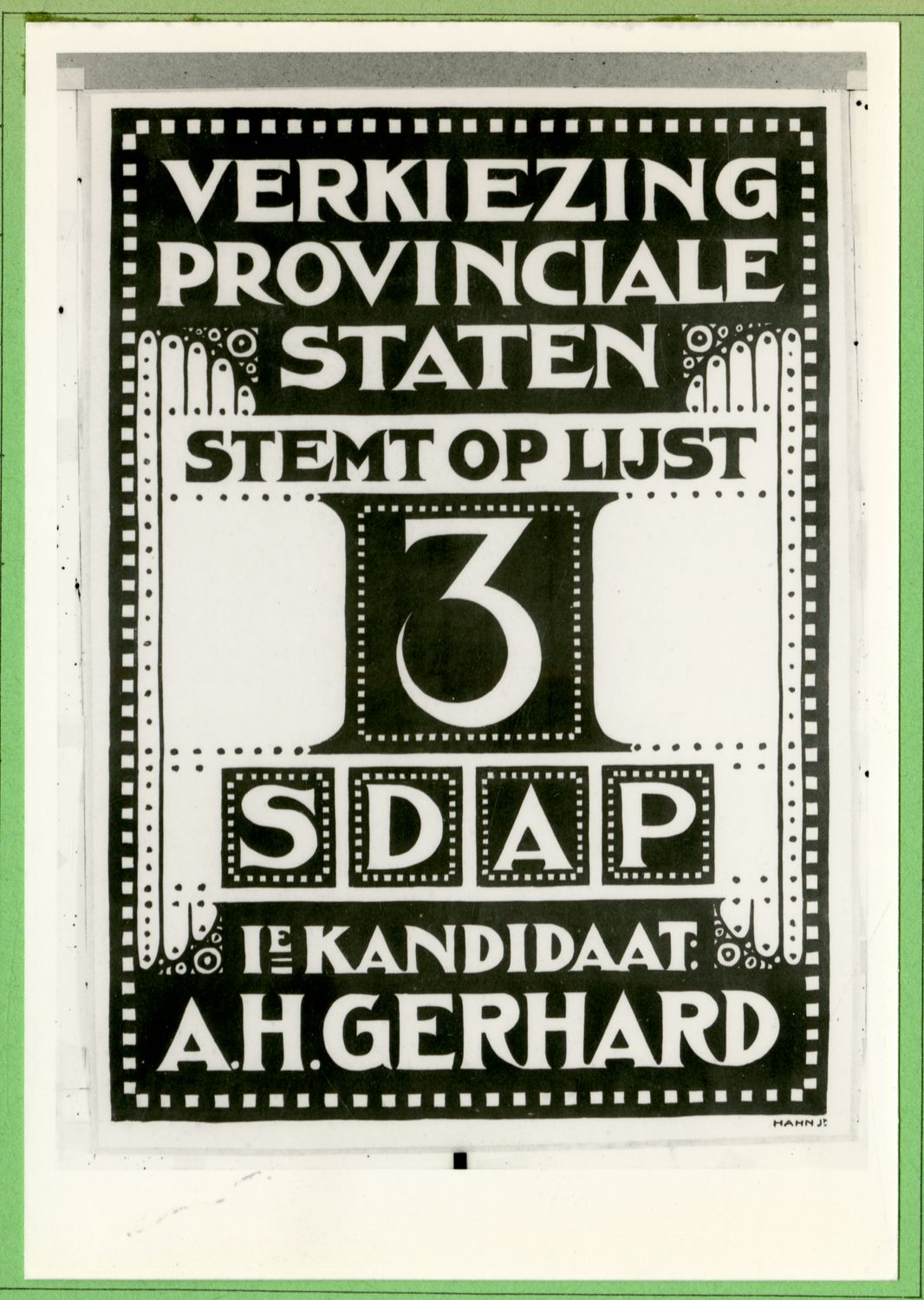
Campagneposter van de SDAP, ontworpen door Albert Hahn jr.

Om stemgerechtigd te zijn diende men de Nederlandse nationaliteit te hebben, op de dag van de stemming ten minste 23 jaar oud te zijn en op de dag van de kandidaatstelling te wonen in de provincie waarvoor de verkiezing plaatsvond. Nederlanders die in het buitenland woonden en niet ingeschreven stonden in een Nederlandse gemeente hadden geen stemrecht bij deze verkiezingen.
Dit was de laatste verkiezing voor Provinciale Staten waarbij vrouwen nog geen actief kiesrecht hadden.

## Uitslagen

### Opkomst
|                 | 1916        | 1919      |
| # stemmen       | # stemmen   |           |
| --------------- | ----------- | --------- |
| Geldige stemmen | niet bekend | 2.603.324 |

### Landelijk overzicht
| Zetelverdeling Provinciale Staten      | Zetelverdeling Provinciale Staten | Zetelverdeling Provinciale Staten | Zetelverdeling Provinciale Staten |
| Partij                                 | 1916                              | 1919                              | verschil                          |
| -------------------------------------- | --------------------------------- | --------------------------------- | --------------------------------- |
| Algemeene Bond van RK-kiesverenigingen | 172                               | 183                               | +11                               |
| Sociaal-Democratische Arbeiderspartij  | 68                                | 117                               | +49                               |
| Anti-Revolutionaire Partij             | 96                                | 86                                | -10                               |
| Christelijk-Historische Unie           | 46                                | 53                                | +7                                |
| Liberale Unie                          | 125                               | 50                                | -75                               |
| Vrijzinnig Democratische Bond          | 47                                | 44                                | -3                                |
| Bond van Vrije Liberalen               | 30                                | 22                                | -8                                |
| Economische Bond                       | 4                                 | 11                                | +7                                |
| Communistische Partij Holland          | -                                 | 7                                 | +7                                |
| Staatkundig Gereformeerde Partij       | -                                 | 3                                 | +3                                |
| Christelijk-Sociale Partij             | 1                                 | 3                                 | +2                                |
| Socialistische Partij                  | -                                 | 2                                 | +2                                |
| Christen-Democratische Partij          | -                                 | 2                                 | +2                                |
| Middenstandspartij                     | -                                 | 2                                 | +2                                |
| Plattelandersbond                      | -                                 | 1                                 | +1                                |
| Algemeene Staatspartij                 | -                                 | 1                                 | +1                                |
| ARP/CHU                                | -                                 | 1                                 | +1                                |
| provinciale partijen                   | 1                                 | 2                                 | +1                                |
| totaal                                 | 590                               | 590                               | 0                                 |

### Uitslagen per provincie naar partij
| Provincie     | Aantal zetels per partij | Aantal zetels per partij | Aantal zetels per partij | Aantal zetels per partij | Aantal zetels per partij | Aantal zetels per partij | Aantal zetels per partij | Aantal zetels per partij | Aantal zetels per partij | Aantal zetels per partij | Aantal zetels per partij | Aantal zetels per partij | Aantal zetels per partij | Aantal zetels per partij | Aantal zetels per partij | Aantal zetels per partij | Aantal zetels per partij | Aantal zetels per partij |
| Provincie     | AB                       | SDAP                     | ARP                      | CHU                      | LU                       | VDB                      | BVL                      | EB                       | CPH                      | SGP                      | CSP                      | SP                       | CDP                      | MP                       | PB                       | ASP                      | overige                  | totaal                   |
| ------------- | ------------------------ | ------------------------ | ------------------------ | ------------------------ | ------------------------ | ------------------------ | ------------------------ | ------------------------ | ------------------------ | ------------------------ | ------------------------ | ------------------------ | ------------------------ | ------------------------ | ------------------------ | ------------------------ | ------------------------ | ------------------------ |
| Groningen     | 3                        | 14                       | 9                        | 3                        | 4                        | 9                        | 1                        | -                        | 2                        | -                        | -                        | -                        | -                        | -                        | -                        | -                        | 0                        | 45                       |
| Friesland     | 3                        | 14                       | 12                       | 8                        | 7                        | 3                        | -                        | 1                        | 0                        | -                        | 1                        | -                        | -                        | -                        | -                        | -                        | 1                        | 50                       |
| Drenthe       | 2                        | 8                        | 7                        | 3                        | 7                        | 6                        | -                        | 1                        | -                        | -                        | -                        | -                        | -                        | 0                        | -                        | -                        | 1                        | 35                       |
| Overijssel    | 13                       | 8                        | 6                        | 6                        | 3                        | 2                        | 3                        | 2                        | 1                        | 1                        | 1                        | 0                        | -                        | -                        | 1                        | -                        | 0                        | 47                       |
| Gelderland    | 19                       | 11                       | 9                        | 7                        | 4                        | 4                        | 5                        | 2                        | 0                        | -                        | 1                        | 0                        | -                        | -                        | 0                        | -                        | 0                        | 62                       |
| Utrecht       | 12                       | 8                        | 8                        | 5                        | 2                        | 2                        | 4                        | -                        | 0                        | -                        | 0                        | -                        | -                        | 0                        | -                        | -                        | -                        | 41                       |
| Noord-Holland | 18                       | 20                       | 6                        | 7                        | 7                        | 8                        | 2                        | 2                        | 2                        | -                        | 0                        | 2                        | 2                        | 1                        | -                        | -                        | 0                        | 77                       |
| Zuid-Holland  | 17                       | 21                       | 17                       | 8                        | 6                        | 3                        | 4                        | 2                        | 2                        | -                        | 0                        | -                        | -                        | 1                        | 0                        | 1                        | -                        | 82                       |
| Zeeland       | 8                        | 5                        | 9                        | 4                        | 9                        | 3                        | 2                        | -                        | 0                        | 2                        | -                        | -                        | -                        | -                        | -                        | -                        | -                        | 42                       |
| Noord-Brabant | 51                       | 4                        | 3                        | 2                        | 1                        | 2                        | 1                        | -                        | 0                        | -                        | -                        | -                        | -                        | -                        | -                        | -                        | 0                        | 64                       |
| Limburg       | 37                       | 4                        | 1                        | 1                        | -                        | 2                        | -                        | 1                        | 0                        | -                        | -                        | -                        | -                        | -                        | -                        | -                        | -                        | 45                       |
| totaal        | 183                      | 117                      | 86                       | 53                       | 50                       | 44                       | 22                       | 11                       | 7                        | 3                        | 3                        | 2                        | 2                        | 2                        | 1                        | 1                        | 2                        | 590                      |
| totaal        | 183                      | 117                      | 1                        |                          | 50                       | 44                       | 22                       | 11                       | 7                        | 3                        | 3                        | 2                        | 2                        | 2                        | 1                        | 1                        | 2                        | 590                      |

Een "-" in de tabel betekent dat de betreffende partij bij de verkiezingen van 1919 in de betrokken provincie geen kandidatenlijst heeft ingediend.

## Eerste Kamerverkiezingen
De leden van Provinciale Staten kozen op 8 juli 1919 bij Eerste Kamerverkiezingen in tien kiesgroepen 17 nieuwe leden van de Eerste Kamer.
De leden van Provinciale Staten kozen op 22 juni 1922 in elf kiesgroepen naar provincie een geheel nieuwe Eerste Kamer.
Provinciale Statenverkiezingen zijn daarmee behalve provinciaal ook nationaal van belang.
1910 · 
1913 · 
1916 · 
1919 · 
1923 · 
1927 · 
1931 · 
1935 · 
1939 · 
1946 · 
1950 · 
1954 · 
1958 · 
1962 · 
1966 · 
1970 · 
1974 · 
1978 · 
1982 · 
1985 · 
1987 · 
1991 · 
1995 · 
1999 · 
2003 · 
2007 · 
2011 · 
2015 · 
2019 · 
2023